# Ross Sykes
Ross James Sykes (Burnley, 26 marzo 1999) è un calciatore inglese, difensore dell'Union Saint-Gilloise.

## Carriera
Cresciuto nei settori giovanili di Burnley e Accrington Stanley, dopo aver trascorso sei stagioni con la prima squadra del club del Lancashire, per un totale di 131 presenze, il 20 giugno 2022 si trasferisce all'Union Saint-Gilloise, con cui firma un quadriennale.

## Statistiche

### Presenze e reti nei club
Statistiche aggiornate al 25 maggio 2025.
| Stagione                    | Club                        | Campionato                  | Campionato | Campionato | Coppe nazionali | Coppe nazionali | Coppe nazionali | Coppe continentali | Coppe continentali | Coppe continentali | Supercoppe | Supercoppe | Supercoppe | Totale | Totale |
| Stagione                    | Club                        | Comp                        | Pres       | Reti       | Comp            | Pres            | Reti            | Comp               | Pres               | Reti               | Comp       | Pres       | Reti       | Pres   | Reti   |
| --------------------------- | --------------------------- | --------------------------- | ---------- | ---------- | --------------- | --------------- | --------------- | ------------------ | ------------------ | ------------------ | ---------- | ---------- | ---------- | ------ | ------ |
| 2016-2017                   | Accrington Stanley          | FL2                         | 0          | 0          | FACup+CdL       | 0               | 0               | -                  | -                  | -                  | FLT        | 3          | 0          | 3      | 0      |
| ott.-nov. 2017              | Southport                   | FLN                         | 6          | 0          | FACup+CdL       | 0               | 0               | -                  | -                  | -                  | -          | -          | -          | 6      | 0      |
| 2017-2018                   | Accrington Stanley          | FL2                         | 2          | 0          | FACup+CdL       | 0               | 0               | -                  | -                  | -                  | FLT        | 3          | 0          | 5      | 0      |
| 2018-2019                   | Accrington Stanley          | FL1                         | 20         | 2          | FACup+CdL       | 2+0             | 0               | -                  | -                  | -                  | FLT        | 4          | 1          | 26     | 3      |
| 2019-2020                   | Accrington Stanley          | FL1                         | 31         | 1          | FACup+CdL       | 1+1             | 0               | -                  | -                  | -                  | FLT        | 6          | 2          | 39     | 3      |
| 2020-2021                   | Accrington Stanley          | FL1                         | 9          | 1          | FACup+CdL       | 1+1             | 0               | -                  | -                  | -                  | FLT        | 3          | 0          | 14     | 1      |
| 2021-2022                   | Accrington Stanley          | FL1                         | 39         | 3          | FACup+CdL       | 1+2             | 0               | -                  | -                  | -                  | FLT        | 2          | 0          | 44     | 3      |
| Totale Accrington Stanley   | Totale Accrington Stanley   | Totale Accrington Stanley   | 101        | 7          |                 | 9               | 0               |                    | -                  | -                  |            | 21         | 3          | 131    | 10     |
| 2022-2023                   | Union Saint-Gilloise        | D1                          | 18+2       | 2+0        | CB              | 1               | 0               | UCL+UEL            | 2+3                | 0                  | -          | -          | -          | 26     | 2      |
| 2023-2024                   | Union Saint-Gilloise        | D1                          | 16+8       | 4+0        | CB              | 6               | 1               | UEL+UECL           | 1+3                | 0                  | -          | -          | -          | 34     | 5      |
| 2024-2025                   | Union Saint-Gilloise        | D1                          | 15+8       | 2+0        | CB              | 3               | 0               | UEL                | 8                  | 1                  | -          | -          | -          | 34     | 3      |
| Totale Union Saint-Gilloise | Totale Union Saint-Gilloise | Totale Union Saint-Gilloise | 49+18      | 8+0        |                 | 10              | 1               |                    | 17                 | 1                  |            | -          | -          | 94     | 10     |
| Totale carriera             | Totale carriera             | Totale carriera             | 174        | 15         |                 | 19              | 1               |                    | 17                 | 1                  |            | 21         | 3          | 231    | 20     |

## Palmarès

### Club

#### Competizioni nazionali
- Football League Two: 1

Accrington Stanley: 2017-2018
- Coppa del Belgio: 1

Union Saint-Gilloise: 2023-2024
- Supercoppa del Belgio: 1

Union Saint-Gilloise: 2024
- Campionato belga: 1

Union Saint-Gilloise: 2024-2025